# Calendrier Tenpō
Le calendrier Tenpō (天保暦, Tenpō-reki), officiellement le calendrier unitaire sexagésimal Tenpō (天保甲戌元暦 Tenpō jin'in genreki), est un calendrier luni-solaire (genka reki) japonais publié au cours de l'ère Tenpō (1830-1844). Il était employé à la fin de l'époque d'Edo, de 1844 à 1872.

## Histoire
Le système Tenpō-reki est l’œuvre de Shibukawa Kagesuke. C'est le dernier système de calendrier traditionnel créé par les astronomes et mathématiciens japonais.

## Présentation
Ce calendrier est de type luni-solaire avec 355 jours dans une année. La longueur du mois est de 29 ou 30 jours et calculée pour correspondre au cycle lunaire réel. Un mois intercalaire est ajouté sept fois dans un cycle métonique de dix-neuf ans. Chaque mois est synchronisé avec le cycle sexagésimal des dix troncs célestes et des douze branches, les vingt-huit loges lunaires, les huit divinités guerrières, les cinq phases et les neuf jours irréguliers, ou zassetsu (雑節). Le seul zassetsu encore célébré au Japon de nos jours est le setsubun.
Dans les précédents calendriers, les heures sont de longueur uniforme. Dans le calendrier Tenpō, la longueur des heures change en fonction de l'époque de l'année ce qui rend très difficile la construction d'horloges mécaniques japonaises.
Contrairement au calendrier Chongzhen qui continue d'être exact dans l'avenir à long terme, le calendrier Tenpō ne synchronise pas parfaitement les cycles lunaires et solaires et commence à retarder au fil des ans. Ainsi, dans les années 2033 et 2034, il y a plusieurs mois lorsque le système atteint ses limites et il n'existe pas de mois légalement défini selon ce calendrier.